# Kanton Bastia-2
Der Kanton Bastia-2 ist ein französischer Kanton im Arrondissement Bastia, im Département Haute-Corse der Region Korsika. Er besteht aus einem Teilbereich der Stadt Bastia.